# Маяк Порт-Саида
Маяк Порт-Саида — одна из значимых архитектурных и туристических достопримечательностей города Порт-Саид в Египте в виде башни восьмиугольной формы высотой 56 метров.
Был спроектирован Франсуа Куанье по просьбе хедива Египта и Судана Исмаила-паши. Строительство маяка было завершено в 1869 году, за неделю до открытия Суэцкого канала. Он был сооружён, чтобы направлять корабли, проходящие через канал.

## История
С 1868 года и до конца своего правления хедив Исмаил-паша приказал построить маяки в разных точках средиземноморского побережья Египта. Среди них маяк Порт-Саида имел особое значение из-за его связи с Суэцким каналом — национальным инфраструктурным проектом, реализованным во время правления Исмаила-паши. Он поручил французскому архитектору Франсуа Куанье спроектировать маяк и проконтролировать его строительство. Куанье использовал при сооружении маяка новую технику строительства из железобетона, пионером которой он был. Маяк Порт-Саида стал одним из первых сооружений, построенных из железобетона. Использование электроэнергии для питания дуговой лампы позволило создавать постоянный мигающий свет — на тот момент это был передовой по технологии маяк.
Накопление ила на побережье порта привело к тому, что маяк погрузился в землю и больше не смог служить своей первоначальной цели — направлять корабли. Маяк был закрыт в 1997 году. В 2010 году общественность призвала превратить его в музей морского транспорта. В январе 2011 года маяк Порт-Саид был официально зарегистрирован в качестве национального памятника Египта.